# Gedenktag
Ein Gedenktag (oder auch Jahrestag) ist ein Kalenderdatum, an dem an ein bestimmtes historisches Ereignis, auch in kultureller Hinsicht, oder an eine Persönlichkeit von hoher nationaler oder religiöser Bedeutung erinnert wird. Es wird der jährlichen Wiederkehr des Tages (des Beginns oder Abschlusses) eines dramatischen Ereignisses (z. B. Krieg, Katastrophen, Verträge) gedacht oder der Vorgang gewürdigt. Zum Teil sind derartige Gedenktage offizielle nationale Feiertage geworden.

## Arten
Gedenktage können regelmäßig jährlich wiederkehrend begangen werden und werden dann auch als Anniversarien bezeichnet. Alternative ist eine   Wahrnehmung als Jubiläen (beispielsweise 50., 100., 250. oder 500. Jahrestag). Zu unterscheiden sind bewegliche Gedenktage, Gründungstage, Geburts- oder Todestage, Ehrentage sowie Welttage.
Staatliche Gedenktage sind – insbesondere zum Gedenken an die Kriegstoten – etwa der Volkstrauertag in Deutschland sowie in aller Welt und der Internationale Holocaustgedenktag.
Im Kirchenjahr der katholischen Kirche und der orthodoxen Kirchen werden auch die Gedenktage der Heiligen (und hier gebotene von nichtgebotenen Gedenktagen) unterschieden. Zum Gedächtnis der Verstorbenen begeht die katholische Kirche Allerseelen, die evangelische Kirche den Totensonntag.
Mancher Ereignisse wird als nationaler Gedenktag gedacht. Die Besinnung auf historische Ereignisse soll damit im Volk oder in einer Gruppe identitätsstiftend wirken. Unter Umständen können solche Tage zum Entstehen von Feindbildern führen, wenn damit die Überlegenheit über andere betont werden soll.

## Beispiele für Gedenktage
- 27. Januar: Tag des Gedenkens an die Opfer des Nationalsozialismus – zur Erinnerung an die 1945 erfolgte Befreiung des KZ Auschwitz durch die Rote Armee
- 05. Mai: Gedenktag gegen Gewalt und Rassismus im Gedenken an die Opfer des Nationalsozialismus in Österreich (nationaler Feiertag; seit 1998)
- 08. Mai: Tag der Befreiung – bedingungslose Kapitulation der Wehrmacht und Ende des Zweiten Weltkriegs in Europa
- 17. Juni: Nationaler Gedenktag in Deutschland zum Aufstand des 17. Juni
- 20. Juli: Fehlgeschlagenes Attentat auf Adolf Hitler 1944
- 11. Juli 2009: erster EU-weiter Gedenktag zum Massaker von Srebrenica
- 23. August: Europäischer Tag des Gedenkens an die Opfer von Stalinismus und Nationalsozialismus